# Erlenholz
Als Erlenholz wird das Holz verschiedener Arten der Erlen (Gattung Alnus) bezeichnet, die als Nutzhölzer verwendet werden. In Europa ist das hauptsächlich die Schwarz-Erle; das Holz der Grau-Erle wird seltener genutzt.
Nach DIN 4076 ist „ER“ das Kurzzeichen für Schwarz-Erle und Grau-Erle.

## Herkunft
Als Erlenholz wird das Holz der Schwarz-Erle (Alnus glutinosa) und der Grau-Erle (Alnus incana) verwendet. Das natürliche Verbreitungsgebiet der Schwarz-Erle erstreckt sich beinahe über ganz Europa bis zum Kaukasus und nach Sibirien. Sie fehlt jedoch in Mittel- und Nordskandinavien, in Südspanien und im südrussischen Steppengebiet. Man findet sie auch in Nordafrika und in Vorderasien. Das natürliche Verbreitungsgebiet der Grau-Erle ist weniger weitreichend als das der Schwarz-Erle, sie fehlt im Süden und im Westen von Europa, doch man findet sie weiter nördlich und weiter östlich.

## Aussehen
Erlen gehören zu den Splintholzbäumen, also Kernholz und Splintholz sind farblich nicht unterschiedlich. Das Holz ist rötlichweiß, rötlichgelb bis hell rötlichbraun, dunkelt aber unter Lichteinwirkung nach. Frisch eingeschlagenes Holz erscheint durch Oxidation auffällig orangerot, die Farbe verschwindet aber mit dem Austrocknen des Holzes wieder. Im Holz befinden sich zahlreiche feine Gefäße, die zerstreutporig angeordnet sind. Holzstrahlen sind nur wenig ausgeprägt und fallen lediglich an den Radialflächen als unauffällige Spiegel auf. Häufig sind die Holzstrahlen jedoch zu Scheinholzstrahlen gebündelt, die dann deutlicher sichtbar sind. Jahresringgrenzen sind nur wenig ausgeprägt, die Jahresringe sind jedoch deutlich an dem porenärmeren und dichteren Spätholz erkennbar. Erlenholz zeigt häufig Markflecken. Das Holz der Grau-Erle ähnelt dem Holz der Schwarz-Erle, ist aber etwas heller, weniger grobfaserig und stärker glänzend.

## Eigenschaften
Erlenholz ist weich und von gleichmäßiger, feiner Struktur. Es hat eine Rohdichte von 550 kg/m3 bei einer Holzfeuchte von 12 bis 15 % und gehört damit zu den mittelschweren einheimischen Holzarten. Das Holz ist wenig fest und auch wenig elastisch und in diesen Eigenschaften vergleichbar mit Lindenholz. Der Witterung ausgesetzt oder bei Kontakt mit der Erde ist es wenig dauerhaft, zeigt aber unter Wasser verbaut eine ähnlich hohe Dauerhaftigkeit wie Eichenholz. Erlenholz trocknet gut und rasch ohne zu reißen oder sich zu verwerfen. Das Holz ist einfach zu bearbeiten und kann mühelos gesägt, gemessert und geschält werden, es lässt sich gut fräsen, drechseln und schnitzen. Schrauben halten gut und es kann gut verleimt werden, doch ist das Holz wenig nagelfest und neigt beim Nageln zum Splittern. Die Oberflächenbehandlung wie Polieren, Beizen und Lackieren ist unproblematisch. Bei Kontakt mit Eisen entstehen bei Feuchtigkeit graue Verfärbungen, auch das Eisen selbst korrodiert. Auch verhält sich Erlenholz reaktiv in Kontakt mit Alkalien wie Zement und Kalk, verliert dabei an Farbigkeit und vergraut. Sonst ist das Holz im Allgemeinen chemisch wenig aktiv.
Zwischen dem Holz der Schwarz-Erle und der Grau-Erle bestehen kaum Unterschiede in den physikalischen oder mechanischen Eigenschaften, das Holz der Schwarz-Erle ist etwas schwerer, fester und schwindet weniger als das der Grau-Erle.

## Verwendung
Für die meisten hier beschrieben Anwendungen kann sowohl Schwarz-Erlenholz als auch Grau-Erlenholz eingesetzt werden. Das Holz der Grau-Erle wird seltener verwendet, da die Grau-Erle kaum nutzholztaugliche Dimensionen erreicht und auch die Stammform meist ungünstig ist. Nur unter optimalen Bedingungen, so im Baltikum und in Finnland, wächst sie zu gerad- und glattschäftigen, stärker dimensionierten Bäumen heran.
Das Holz dient als Faserholz zur Herstellung von Spanplatten, Spanholzformteilen und Faserplatten, wobei es den Hauptholzarten wie Kiefer, Fichte und Buche beigemischt wird. Es liefert auch ein gutes Ausgangsmaterial zur Papierherstellung. Es wird als Brennholz verwendet, aber auch zum Drechseln sowie aufgrund der leichten Bearbeitbarkeit zur Herstellung von Spielwaren, Skulpturen, Holzschuhen und sogar Holzsohlen und Absätzen eingesetzt.
Durch das Stehvermögen des Erlenholzes wird es als hochwertiges Blindholz für Möbel und Innenausbauten eingesetzt. Aufgrund der guten Beizbarkeit wird Erle zur Imitation von Edelhölzern wie Kirschbaum, Nussbaum, Mahagoni und Ebenholz und für die Restaurierung von Möbeln verwendet. Früher hat man sie auch als Spezialholz für die Seiten, Laufleisten und Streifenleisten von Schubkästen, für die Anfertigung von Gussmodellen in der Modelltischlerei, für Bilderrahmen, Nähmaschinen und in der Tonmöbel- und Uhrengehäuseindustrie eingesetzt.
Aus Erlenholz werden Verpackungskisten und Einwegpaletten hergestellt, und es wird im Inneren von Transportkisten als Zahnleisten verwendet, um Zubehör- oder Maschinenteile zu fixieren. Es wird zur Herstellung von Gussmodellen verwendet. Im Musikinstrumentenbau werden Einbauteile von Akkordeons aus Erlenholz hergestellt, auch werden Instrumentenhälse preiswerter Varianten der Zupfinstrumente Gitarre, Laute und Mandoline aus Erlenholz gefertigt. Erlenholz ist auch verbreitet als Material für Korpusse von E-Gitarren. Aus Erlenholz werden auch Spezial-Holzkohlen hergestellt, die als Zeichenkohle, Lötkohle und Laboratoriumskohle sowie bei der Herstellung von Schwarzpulver eingesetzt werden.
Aufgrund der guten Dauerhaftigkeit unter Wasser eignet sich das Holz gut für den Wasser- und Erdbau. Es wurde daher früher häufig als Pfahlholz, für Schleusentore, Quelleneinfassungen, Brunnentröge und Wasserleitungen verwendet. Viele europäische Pfahlbausiedlungen wurden aus Erlenholz gebaut, auch Venedig soll je zur Hälfte auf Eichen- und auf Erlenholz gebaut sein.
Vor dem Ersten Weltkrieg war Erlenholz auch das Ausgangsmaterial der Leistenindustrie von Berlin, damals der drittwichtigste Industriezweig der Hauptstadt. Das Holz stammte aus ostdeutschen und osteuropäischen Gebieten.